# Koswa
Die Koswa (russisch Ко́сьва) ist ein linker Nebenfluss der Kama in der Region Perm und in der Oblast Swerdlowsk.
Sie entspringt südlich des Koswinski Kamen im Mittleren Ural in der Oblast Swerdlowsk. Sie fließt zuerst in nördlicher Richtung durch den Ural. Oberhalb der Mündung des Typil heißt der Fluss auch Bolschaja Koswa („Große Koswa“). Anschließend wendet sich die Koswa nach Süden, später verlässt sie den Ural in südwestlicher Richtung. Sie durchfließt den Schirokowskoje-Stausee und die Stadt Gubacha. Sie setzt ihren Lauf in westlicher Richtung fort und erreicht nach 283 km eine östliche Bucht des Kama-Stausees. Die Koswa entwässert ein Gebiet von 6300 km². Zwischen November und Ende April ist die Koswa eisbedeckt. Der mittlere Abfluss 11 km oberhalb der Mündung beträgt 90 m³/s.